# Least Recently Used
Least Recently Used 알고리즘 또는 LRU 알고리즘은 페이지 교체 알고리즘이다. 즉, 페이지 부재가 발생했을 경우 가장 오랫동안 사용되지 않은 페이지를 제거하는 알고리즘이다.
이 알고리즘의 기본 가설은 가장 오랫동안 이용되지 않은 페이지는 앞으로도 사용할 확률이 적다는 것이다.